# Port lotniczy Roswell
Port lotniczy Roswell (IATA: ROW, ICAO: KROW) – port lotniczy w Roswell, w stanie Nowy Meksyk, w Stanach Zjednoczonych.